# Línea 2 (Urbanos de Alcorcón)
La línea 2 de la red de autobuses urbanos de Alcorcón une de forma circular Ondarreta con el Prado de Santo Domingo.

## Características
Esta línea une entre sí el Ensanche Sur y los barrios de Ondarreta, Los Castillos, Prado de Santo Domingo y las estaciones de tren del municipio. Establece su cabecera de regulación en la calle Gobi para ambos sentidos circulares.
La línea circula exclusivamente por el término municipal de Alcorcón. Como bien se expresa en la numeración interna del CRTM, recibe el número 2007. El primer dígito corresponde a la línea, en este caso la línea 2. Y los últimos tres dígitos corresponden al municipio por el que circula, en este caso 007 corresponde al municipio de Alcorcón.
La línea está operada por Arriva Madrid, mediante la concesión administrativa VCM-501: Madrid - Batres del Consorcio Regional de Transportes de Madrid

### Frecuencias
| Lunes a viernes laborables (1 sept. - 30 junio)  |
| De 06:00 a 23:00 cada 15 minutos                 |
| Lunes a viernes laborables (1 julio - 31 agosto) |
| De 06:45 a 22:45 cada 20 minutos                 |
| Sábados laborables (1 sept. - 31 julio)          |
| De 06:45 a 22:45 cada 20 minutos                 |
| Sábados laborables (agosto)                      |
| De 06:45 a 22:45 cada 30 minutos                 |
| Domingos y festivos (1 sept. - 15 julio)         |
| De 06:45 a 22:45 cada 20 minutos                 |
| Domingos y festivos (16 julio - 31 agosto)       |
| De 06:45 a 22:45 cada 30 minutos                 |

## Recorrido y paradas

### Sentido Ensanche Sur > Los Castillos > Ondarreta > Prado de Sto. Domingo
| Código | Parada                                  | Común con                    | Conexiones con Metro y Cercanías |
| ------ | --------------------------------------- | ---------------------------- | -------------------------------- |
| 18768  | Gobi - Mediterráneo                     | 511                          |                                  |
| 18901  | Mestizaje - Av. Primero de Mayo         |                              |                                  |
| 18906  | Hermanamiento - Emigrante               |                              |                                  |
| 18904  | Alfredo Nobel - 21 de Marzo             |                              |                                  |
| 18900  | Alfredo Nobel - Víctimas del Terrorismo |                              |                                  |
| 17912  | Alfredo Nobel - Hayas                   |                              |                                  |
| 17909  | Alfredo Nobel - Retamas                 |                              |                                  |
| 12412  | Av. Retamas - Gabriela Mistral          | 516                          |                                  |
| 12410  | Av. Oeste - Colegio                     | 450 510 516                  |                                  |
| 08485  | Olímpico Fco. Fdez. Ochoa - Av. Oeste   | 450 512                      |                                  |
| 13177  | Olímpico Fco. Fdez. Ochoa - Instituto   |                              |                                  |
| 08493  | Olímpico Fco. Fdez. Ochoa - Polvoranca  | 511                          |                                  |
| 08515  | Olímpico Fco. Fdez. Ochoa - Sapporo     | 511                          |                                  |
| 13179  | Av. Libertad - Puerta del Sur           |                              | Puerta del Sur                   |
| 13181  | Av. Libertad - Ministro Fdez. Ordóñez   |                              |                                  |
| 13183  | Av. Libertad - Joaquín Vilumbrales      |                              | Joaquín Vilumbrales              |
| 08984  | Av. Libertad - Av. de Los Castillos     |                              |                                  |
| 11818  | Av. Libertad - Lirios                   |                              |                                  |
| 11768  | Nardos - Tulipanes                      |                              |                                  |
| 17846  | Padrón - Av. Castillos                  | 514 520                      |                                  |
| 20335  | Betanzos - Noya                         | 514 520                      |                                  |
| 08542  | Av. Lisboa - Est. San José de Valderas  | 511 513 520 560              | San José de Valderas             |
| 08525  | Av. Lisboa - Centro de Salud            | 513 560                      |                                  |
| 08520  | Av. Lisboa - Piscinas                   | 513 560                      |                                  |
| 12876  | Av. Leganés - Av. Bellas Vistas         |                              |                                  |
| 20095  | Av. Villaviciosa - Estocolmo            | 516 517 520                  |                                  |
| 11772  | Berlín - Est. Alcorcón Central          | 1 3 510 510B 516 517 520 535 | Alcorcón Central                 |
| 11779  | Budapest - Hospital Fundación Alcorcón  | 1 510B 516 517 551           |                                  |
| 11822  | Viena - Cementerio                      | 1 516 517                    |                                  |
| 12007  | Viena - Av. Atenas                      | 1 516 517                    |                                  |
| 18555  | Av. Atenas - Milán                      |                              |                                  |
| 08858  | Robles - Colegio                        | 1 510 520                    |                                  |
| 08864  | Robles - Parque de Los Castaños         | 510 520                      |                                  |
| 08870  | Robles - Trva. de los Pinos             | 510 520                      |                                  |
| 11775  | Sauces - Abedules                       |                              |                                  |
| 11777  | Sauces - Nogales                        |                              |                                  |
| 17917  | Sauces - Hayas                          |                              |                                  |
| 17920  | Mediterráneo - Víctimas Del Terrorismo  |                              |                                  |
| 18768  | Gobi - Mediterráneo                     | 511                          |                                  |

### Sentido Ensanche Sur > Prado de Sto. Domingo > Ondarreta > Los Castillos
| Código | Parada                                          | Común con                    | Conexiones con Metro y Cercanías |
| ------ | ----------------------------------------------- | ---------------------------- | -------------------------------- |
| 20163  | Gobi - Pablo Picasso                            |                              |                                  |
| 17914  | Pablo Picasso - Mediterráneo                    | 511                          |                                  |
| 18897  | Sauces - José Saramago                          |                              |                                  |
| 11778  | Sauces - Hayas                                  |                              |                                  |
| 11776  | Abedules - Sauces                               |                              |                                  |
| 08865  | Robles - Trva. Pinos                            | 516 520                      |                                  |
| 08859  | Robles - Pabellón Deportivo                     | 520                          |                                  |
| 08842  | Robles - Casa de la Cultura                     | 1 512 520                    |                                  |
| 18554  | Av. Atenas - Milán                              |                              |                                  |
| 12008  | Viena - Av. Atenas                              | 1 516 517                    |                                  |
| 11823  | Viena - Budapest                                | 1 516 517                    |                                  |
| 11770  | Budapest - Hospital Fundación Alcorcón          | 1 510 510B 516 517           |                                  |
| 11773  | Berlín - Est. Alcorcón Central                  | 1 3 510 510B 516 517 520 535 | Alcorcón Central                 |
| 20094  | Av. Villaviciosa - Estocolmo                    | 516 517 520                  |                                  |
| 12877  | Av. Leganés - Av. Los Carabancheles             |                              |                                  |
| 20619  | Av. Lisboa - Porto Lagos                        | 510 513 560                  |                                  |
| 08521  | Av. Lisboa - Portocristo                        | 510 513 560                  |                                  |
| 08526  | Av. Lisboa - Carballino                         | 510 513 560                  |                                  |
| 08543  | Av. Lisboa - Est. San José de Valderas          | 510 511 513 520 560          | San José de Valderas             |
| 08498  | Betanzos - Meloneros                            | 514 520                      |                                  |
| 11771  | Amapolas - Av. de Los Castillos                 |                              |                                  |
| 11769  | Nardos - Parque de Los Castillos                |                              |                                  |
| 11819  | Av. Libertad - Lirios                           |                              |                                  |
| 08923  | Av. Libertad - Biblioteca                       |                              |                                  |
| 13182  | Av. Libertad - Joaquín Vilumbrales              |                              | Joaquín Vilumbrales              |
| 13180  | Av. Libertad - Ministro Fdez. Ordóñez           |                              |                                  |
| 13178  | Av. Libertad - Puerta del Sur                   |                              | Puerta del Sur                   |
| 11882  | Olímpico Fco. Fdez. Ochoa - Río Tajo            | 511                          |                                  |
| 11883  | Olímpico Fco. Fdez. Ochoa - Campos De La Huerta | 511                          |                                  |
| 13176  | Olímpico Fco. Fdez. Ochoa - Institutos          |                              |                                  |
| 08488  | Olímpico Fco. Fdez. Ochoa - Av. A. José Aranda  | 512                          |                                  |
| 12409  | Av. Oeste - Parque Mayor                        |                              |                                  |
| 12411  | Av. Retamas - Gabriela Mistral                  | 516                          |                                  |
| 17910  | Alfredo Nobel - Retamas                         |                              |                                  |
| 17911  | Alfredo Nobel - Hayas                           |                              |                                  |
| 18899  | Alfredo Nobel - Víctimas del Terrorismo         |                              |                                  |
| 18903  | Alfredo Nobel - 21 de Marzo                     |                              |                                  |
| 18905  | Hermanamiento - Emigrante                       |                              |                                  |
| 18902  | Mestizaje - Martin Luther King                  |                              |                                  |
| 20163  | Gobi - Pablo Picasso                            |                              |                                  |